# Negative FX
Negative FX — американський стрейт-едж хардкор-панк гурт із Бостона, створений у 1981 році.

## Історія
Хоча гурт Negative FX проіснував недовго, зігравши загалом п’ять концертів (існує шість флаєрів), гурт був добре відомий своєю залученістю до місцевої стрейт-едж сцени на початку 1980-х років.
Negative FX разом із гуртами DYS і SS Decontrol (SSD), був частиною стрейт-едж руху Boston Crew, фанати руху подорожували країною з Negative FX та іншими бостонськими хардкор-гуртами.
Гурт грав швидкий і немелодійний хардкор-панк, який як правило містив gang-вокал у приспівах пісень, що вплинуло на розвиток трешкору. Є пісні, які вам подобається підспівувати, а є пісні, які ви повинні підспівувати. Наприклад, коли половина гурту кричить текст одночасно, є хороша ймовірність, що ви захочете приєднатися. Саме це робить gang-вокал таким непереборним: він змушує вас відчути себе частиною пісні.
Учасники гурту:
- Патрік Рафтері (Patrick Raftery) — гітара,
- Річ Коллінз (Rich Collins) — бас-гітара,
- Дейв Басс (Dave Bass) — барабани,
- Джек Келлі (Jack Kelly) — вокаліст, відомий під псевдонімом «Choke». Келлі відомий тим, що створив гурти Last Rights і Slapshot.

Negative FX випустили лише один однойменний альбом. Альбом був записаний у квітні та листопаді 1982 року в Radiobeat Studios на Кенмор-сквер, але був випущений лише в 1984 році лейблом Taang! Records. У 1989 році лейбл Taang! Records перевидав альбом на синьому, червоному, прозорому та бурштиновому вінілі (всі обмежувались тиражем приблизно 500 штук). У 2002 році бельгійський лейбл Reflex/Wolfpack Records перевидав альбом під назвою Discography & Live з додаванням живої версії «Might Makes Right», на вінілі різних кольорів: чорний (тираж до 1400 штук), рожевий (тираж до 100 штук), жовтий (тираж до 100 штук). У 2003 році Distortions Records випустили міні-альбом Government War Plans, який складався з ранніх демо-записів.
Назва успішного панк-рок гурту NOFX є відсиланням на гурт Negative FX. Ерік Мелвін та Fat Mike планували створити новий гурт і намагались придумати назву гурту. Ерік Мелвін прослухав один студійний альбом Negative FX, і запропонував назву «NO-FX». Fat Mike погодився з назвою (пізніше дефіс відкинули), зазначивши, що «це було найкраще на сьогоднішній день».

## Дискографія

### Студійні альбоми
- Negative FX (1984, Taang! Records )

### Сингли
- Government War Plans EP (2003, Distortions Records)

### Збірні альбоми
- Discography & Live (2002, Reflex/Wolfpack Records)